# Minoranza linguistica greca d'Italia
La minoranza linguistica greca d'Italia, così come riconosciuta dallo Stato italiano, è composta dalle due isole linguistiche della Bovesia, nella città metropolitana di Reggio Calabria, e della Grecia salentina nel Salento, che di fatto costituiscono la totalità delle aree ellenofone esistenti in Italia. Alle due zone sopraccitate si aggiunge la comunità greca di Messina.
Tale comunità parla due dialetti definiti come "dialetti greco-italioti": il dialetto grico, nella parte pugliese, e il dialetto grecanico o greco-calabro, nella parte calabrese e siciliana.

## Distribuzione geografica
Le due piccole comunità grecaniche ancora esistenti oggi si trovano nelle regioni italiane della Calabria (Bovesia) e della Puglia (Salento). L'area salentina di lingua grecanica comprende nove comuni nella regione storica definita Grecia salentina: Calimera, Castrignano de' Greci, Corigliano d'Otranto, Martano, Martignano, Melpignano, Soleto, Sternatia, Zollino. Gli abitanti di questi nove comuni sono poco più di 40 000. I grecanici calabresi sono riuniti in nove località attorno al comune di Bova, ma questa popolazione è in numero inferiore.
Nel maggio 2011 il comune di Messina richiese al consiglio provinciale "di delimitare al Comune di Messina l'ambito territoriale in cui si applichino le disposizioni di tutela delle minoranze linguistiche previste dalla L. n. 482 del 15/12/1999" per la popolazione di lingua e cultura greca residente nel territorio comunale".

## Storia
L'origine di queste comunità è stata a lungo oggetto di controversie. Gli studiosi Gerhard Rohlfs e G. Hatzidakis sostennero l'ipotesi di una continuità diretta dalle antiche colonie greche dell'Italia meridionale e della Sicilia (Wikt:Apoikia) presenti già dall'VIII-VII secolo a.C. e che costituivano la Magna Grecia storica. Gli studiosi italiani come O. Parlangeli e G. Morosi hanno avversato questa teoria in favore di un'origine più recente, legata all'immigrazione di popolazioni ellenofone nel Medioevo provenienti dall'Impero bizantino, adducendo come prova la somiglianza del grecanico con il greco moderno, che rende queste lingue parzialmente intelligibili fra loro. Più recentemente è stato ipotizzato che l'immigrazione medievale abbia rinforzato comunità ellenofone più antiche già presenti. Tuttavia, uno studio genetico recente ha rivelato che le minoranze ellenofone d'Italia non mostrano evidenza di migrazioni recenti (tardo medioevo) dalla Grecia continentale, mentre presentano un profilo genetico riconducibile a quello delle Isole ellenofone (Cipro, Creta, Dodecaneso), diverso, rispetto a quello della Grecia continentale, per la mancanza di componenti genetiche balcaniche meridionali.

## Folclore
Il folclore greco calabro è ricco nella tradizione orale. Alcune tradizioni sembrano risalire direttamente all'antichità, per esempio la figura delle Narades/Nereidi, ninfe malefiche particolarmente temute nel paese di Roghudi, dove la notte si chiudevano le porte che si affacciavano su una zona che si riteneva infestata da esse. Le canzoni grecofone, la musica e la poesia sono particolarmente famose in Italia e in Grecia. Esistono gruppi folcloristici e di ricerca etnomusicale attivi nel territorio della vallata dell'Amendolea i Cumelca e i Spixì ce sòma Bovesia calabrese come i Megàli Ellàda e i Delia del Jalò tu Vúa, che cantano in greco calabro. A fine agosto si tiene a Bova Marina il festival musicale O Nòstos, manifestazione annuale di musica greco-calabra con la partecipazione di quasi tutti i gruppi grecofoni.
Gruppi musicali del Salento che ripropongono i brani in lingua grica sono invece i Ghetonìa. Inoltre artisti greci influenti come Dionysis Savvopoulos e Maria Farantouri hanno interpretato canzoni in greco calabro.
Ogni estate a Melpignano, piccolo centro salentino, si svolge la Notte della Taranta, a cui partecipano migliaia di giovani danzando tutta la notte sulle note della pizzica in dialetto salentino e grico.

### Cantanti e gruppi popolari grecofoni

#### Salentini
- Alla Bua
- Agapìfolk
- Agrikò
- Argalìo
- Arakne Mediterranea
- Aramirè
- Astèria
- Atanathon
- Avleddha
- Cantori di Zollino
- Canzoniere Grecanico Salentino
- Dakkamè
- Ensemble Terra d'Otranto
- Ghetonìa
- Manekà
- Officina Zoè
- Pino Zimba & Zimbarie
- Sciacuddhuzzi

#### Calabresi
- Astaki
- Cumelca
- Delia  - Jalò tu Vúa
- Megàli Ellàda
- Nistanimera
- Spixì ce sòma
- Stella del Sud
- Ta scipòvlita
- Marinella Roda'

## Autori in lingua grica e greka
- Rocco Aprile
- Brizio Montinaro
- Vito Domenico Palumbo
- Antonino Reitano
- Domenicano Tondi